# Дрёбишау
Дрёбишау (нем. Dröbischau) — община в Германии, в земле Тюрингия. 
Входит в состав района Заальфельд-Рудольштадт. Подчиняется управлению Миттлерес Шварцаталь.  Население составляет 504 человека (на 31 декабря 2010 года). Занимает площадь 4,61 км².
Община подразделяется на 2 сельских округа.